# Robin Gascou
Pas d'image ? Cliquez ici

a Compétitions nationales et continentales officielles uniquement.

Dernière mise à jour le 8 juillet 2024.
Robin Gascou, né le 14 mai 1999, est un joueur français de rugby à XV qui évolue aux postes de deuxième ligne ou de troisième ligne centre au CS Bourgoin-Jallieu.

## Biographie
Robin Gascou est originaire de Montauban où il débute la pratique du rugby à XV dans le club de la ville, l'Union sportive montalbanaise. Sa famille déménage ensuite à Antony, et Gascou joue alors pour le Racing 92. En 2019, il rejoint l'USON Nevers.
Il dispute son premier match en professionnel le 6 novembre 2020 face à son club formateur de Montauban en Pro D2, en remplaçant Hugo Fabregue à douze minutes du terme. Il est titularisé pour la première fois le 19 février 2021 contre le RC Vannes. 
En février 2022, après n'avoir joué qu'un seul match avec Nevers en première partie de saison, il est prêté en qualité de joker médical au SO Chambéry en Nationale.
À l'été 2022, il rejoint le CS Bourgoin-Jallieu. Pour son premier match avec le club le 4 septembre 2022, il reçoit le premier carton jaune de sa carrière face au RC Hyères Carqueiranne. En 2023, en parallèle de sa carrière de joueur à Bourgoin, il devient l'entraîneur des avants du RC Meximieux en Régionale 1, aux côtés de son coéquipier Nicolas Cachet. En avril 2024, il prolonge son contrat de deux saisons avec le club berjallien.